# Invisible Hood
Invisible Hood è un supereroe immaginario dell'Universo DC. Fu originariamente proprietà della Quality Comics, ma fu più tardi acquisito dalla DC Comics, insieme a tutti gli altri personaggi della Quality.Comparve per la prima volta in Smash Comics n. 1 (Agosto 1939), e fu creato da Art Pinajian, che illustrò la storia sotto lo pseudonimo di "Art Gordon".

## Storia della pubblicazione
Il personaggio comparve per la prima volta in Smash Comics n. 1 nel 1939, come pubblicato dalla Quality Comics in una storia intitolata "Hooded Justice". Anni dopo che il personaggio fu acquisito dalla DC Comics, fu sviluppata una storia immaginaria retroattiva.

## Kent Thurtson
Poco si sa a proposito delle origini di Kent Thurston e del suo mantello trattato chimicamente. Ciò che si sa è che cominciò a combattere il crimine in Smash Comics n. 1 come Invisible Hood. Più tardi cambiò il suo nome in Invisible Justice. Comparve in Smash Comics dal n. 1 al n. 32.
Ore prima all'attacco a Pearl Harbor, Thurston fu reclutato dallo Zio Sam per unirsi ai Combattenti per la Libertà al fine di difendere la base. L'intera squadra, ad eccezione di Zio Sam, sembrò essere terminata. Fu più tardi rivelato che tutto il team, eccetto Magno, era sopravvissuto (Secret Origins n. 26).
Invisible Hood sopravvisse fino al 1974, quando fu apparentemente ucciso da Icicle e The Mist (Starman vol. 2 n. 2). Tyson Gilford (Blindside), del team di supereroi dei Relatives Heroes, credette sempre che Kent Thurston fosse suo nonno.

## Ken Thurston
Una versione moderna di Invisible Hood debuttò in Uncle Sam and the Freedom Fighters n. 5. Assistette il gruppo nella sua fuga dallo S.H.A.D.E., un'organizzazione governativa che controllava la Casa Bianca. Nel n. 6, fu rivelato che questo Invisible Hood è in realtà Ken Thurston, il nipote dell'Invisible Hood originale e che utilizza lo stesso costume utilizzato dall'eroe originale della Golden Age. Fu ucciso dal traditore Raggio (Stan Silver), proprio mentre stava lasciando la carriera di supereroe.